# Zebibyte
En zebibyte er 270 byte = 1 180 59 620 717 411 303 424 byte = 1.024 exbibyte. Zebibyte Forkortes ZiB.